# Цинь (класс музыкальных инструментов)
Цинь (кит. 琴) — общее название ряда струнных музыкальных инструментов, распространённых в Китае. Наиболее известны семиструнный цинь — цисяньцинь (古琴 гуцинь) и двухструнный смычковый матоуцинь.
В классическую эпоху под цинем прежде всего подразумевали «древний цинь» (гуцинь), считающийся одним из немногих исконно китайских инструментов. Позднее, «варварское» происхождение имеет группа 提琴 тицинь — переносных («подъемных») инструментов, зачастую смычковых, широко использующихся в китайском театре (матоуцинь, эрху и др).

## Конструкция
Инструмент в современной форме, приобрёл в эпоху Хань. Корпус цинь склеен из 2 досок и имеет плоскую форму, дека покрыта густым слоем лака тёмно-вишнёвого цвета. 7 струн, расположенных вдоль деки, имеют разные настройки, у инструмента 13 ладов. Инструмент имеет[что?] 36,5 цуня, что составляет 121,5 сантиметра и символизирует собой 365 дней в году. Лады — это 12 месяцев, 13-й лад — добавочный — это месяц жуньюе по лунному календарю в високосный год.

### Верхняя дека циня
- лунъинь — «десна дракона» — это нижний порожек, через который проходят струны в нижней части инструмента, имеет не глубокие пазы[2].
- цзяовэй — «обгоревший край» — это декоративные выступы по обеим сторонам лунъинь[2].
- яо — «поясница» или «талия» инструмента[2].
- гуаньцзяо — «шапка для церемоний» — это выступ на деке циня, расположенный выше яо инструмента[2].
- цзянь — «плечо»
- дин — «голова»
- еюшань — «порожек» циня
- циньэ — «лоб, чело» циня[2]

### Нижняя дека циня
- иньто — «порожек» для луньинь
- фэнчжао — «пруд фениксов» — это малое резонансное отверстие, находящееся на нижней деке инструмента[2]
- яньцзу — «гусиные лапки» — это ножки циня
- лунчи — «пруд драконов» — это большое резонансное отверстие, находящееся на нижней деке инструмента[2]
- сяньянь — «струнные глазки» — это отверстия для крепления струн
- чжэньчи — «пруд» — это отверстия для крепления колков[2]
- хучжень — это щиток для защиты колков

В древних рукописях сказано, что верхнюю деку изготавливали из древесины павловнии, а нижнюю из древесины катальпы.
«Орех и каштан насадил он кругом, и тис, и сумах, и катальпу над рвом на цитры и гусли их срубят потом» — эта цитата из «Шицзин».
В современных инструментах верхнюю деку изготавливают из древесины павловнии, «старого» елового дерева, из которого делали поперечные балки старых домов и оставшиеся после их сноса, стеркулии платанолистной и сосны. Нижнюю деку, в наши дни, кроме катальпы, изготавливают из кедра и некоторых других сортов древесины.
Сейчас[когда?]

 нередко используется и низкосортная древесина, а бывали случаи, когда верхняя и нижняя деки циня изготавливаются из одного материала.

### Полость циня
- юньчжао — «пруд созвучий»
- наинь — звукопоглотитель — «устройство» для обработки звука. Он находится в полости циня и представляет собой специальную выпуклую часть или деталь, форма которой соответствует звуковым желобкам[2]. Это устройство бывает двух типов, «наинь» и «ложный наинь». «Ложный наинь» делают не цельным в полости циня, а устанавливают его туда после изготовления. Цини, сделанные в период правления династии Тан, как правило, имели ложный наинь изготовленный из древесины павловнии[2].

Предназначение наинь — это когда при извлечении звука, нужно «запечатать» часть звуковых желобков, таким образом, чтобы одна часть звуков свободно прозвучала, а другая, отразившись от звукопоглотителя, резонировала в полости деки, создавая особое очарование остаточного звучания инструмента.
- цзучи — отверстия для крепления «гусиных лапок»
- дичжу — опора земли (в мифологии)
- цаофу — полость циня
- тяньчжу — небесный столп, опора небосвода (в мифологии)
- динши — внутренняя сторона, часть «шеи» циня
- шэнчи — «пруд звуков»
- шэсюе — «пещера языка»
- дитоу — «склоненная голова» — это выгнутый внутрь отрезок деки, расположенный от 2-3 ладов до порожка у «чела» циня[2]

### Струны
Для этого инструмента существуют два типа струн — металлические и шелковые. Толщина струн увеличивается от первой к седьмой струне.
- Строение металлических струн состоит сердечника, обмотанного высококачественной шёлковой нитью и обтянутый внешним слоем плоской поперечной оплетки из нейлона.

Эта технология изготовления и обеспечивает высокое качество звучания инструмента.
- При изготовлении шелковых струн используют крученные шелковые нити.

5, 6 и 7 струны изготавливают из крученных шелковых нитей, а 1, 2, 3 и 4 струны имеют сердечник из крученных шелковых нитей, который снаружи покрывается еще слоем внешней оплетки.
Шелковые струны обладают чистым естественным звучанием, которое не идёт ни в какое сравнение со звуком металлических струн, но к сожалению[чьему?], страдают выраженными призвуками и сильно подвержены влиянию среды и требуют особого внимания и ухода.
Расстояние между двумя соседними струнами циня, как правило, равно 1,9 сантиметра, хотя у некоторых инструментов оно составляет 1,8 и даже 2 сантиметра. Если у музыканта очень широкие ладони расстояние между струнами может быть больше указанного. Рабочая длина струны от порожка циня до «десен дракона» обычно составляет от 120 до 140 сантиметров, хотя в старинных инструментах они имели длину от 100 до 118 сантиметров.
«У десен дракона — лист бумаги, у горы Юешань — палец» — была в старину[когда?]

 присказка музыкантов. Это означало, что в узкой части инструмента между струнами и декой можно подложить лист бумаги, а у порожка можно просунуть указательный палец.

### Имитация трещинок
Древесина продолжает «дышать», будучи выдержанная и обработанная надлежащим образом. Древесину, использующуюся для производства циней, выдерживают несколько лет, прежде чем приступают к изготовлению инструмента. Это происходит потому, что внутри заготовки влажность изменяется значительно медленнее, чем снаружи. Внутри древесина изменяет свои параметры плавно, без значительных скачков, снаружи — наоборот, в зависимости от перепадов температур и влажности, древесина активно реагирует на изменение внешних условий. Слой лака, которым покрыт корпус циня, в результате постепенного испарения влаги, начинает трескаться, образовывая причудливые трещинки. Они становятся отдельным предметом восхищения у знатоков и гордости у владельца инструмента.
Даже существует классификация трещинок. В этой классификации различают трещинки в виде водного потока, брюха змеи, трещин льда, шерсти вола, плывущих облаков и прочего.
У современных инструментов эффект трещинок достигается с помощью искусственных методов, применяя современные лаки и специальных технологий старения. Важно, чтобы трещинки не имели остроконечную форму и не выступали на поверхности инструмента словно «вершины горных хребтов», это может стать причиной «угасания звука».

## Цитра
См. Цисяньцинь.
В строгом смысле слова цинь подразумевает группу инструментов типа цитры, принявших классическую семиструнную форму. В литературе зачастую упоминается вместе с сэ(se) (25-струнной цитрой) — как символ гармоничного союза между мужем и женой.

## Широкое употребление
В настоящее время цинь в разговорном севернокитайском имеет смысл музыкального инструмента вообще: чаще всего означает фортепиано, в то время как большинство западных струнных и клавишных инструментов называются описательно — с отсылкой к циню как прообразу:
- 小提琴 — скрипка (малый «подъемный» цинь)
- 大提琴 — виолончель (большой «подъемный» цинь)
- 钢琴 — фортепиано (стальной цинь)
- 电子琴 — электроорган (электрический цинь)

и т. д.